# ارتش‌های خارجی شرق
ارتش‌های خارجی شرق (به آلمانی: Fremde Heere Ost (FHO)) عنوان سازمانی در ساختار اطلاعات نظامی فرماندهی عالی نیروی زمینی آلمان در طول جنگ جهانی دوم بود.
وظیفه این سازمان که روز ۱۰ نوامبر سال ۱۹۳۸ تأسیس شد، تحلیل و بررسی شرایط اتحاد جماهیر شوروی و سایر کشورهای اروپای شرقی پیش از آغاز جنگ و در حین آن بود.

## فرماندهان
- ابرهارت کینتسل - ۱۰ نوامبر ۱۹۳۸ تا ۱ آوریل ۱۹۴۲
- راینهارت گیلن - ۱ آوریل ۱۹۴۲ تا آوریل ۱۹۴۵